# Аз съм българче (музикален албум)
Вижте пояснителната страница за други значения на Аз съм българче.
Аз съм българче е първият албум на певицата Виктория Миланова и общо дванадесети студиен албум на рок група Епизод, издаден през 2017 година. Състои се от 7 песни и инструментали към тях, които са по стихове на Иван Вазов, Анета Мутафова, Биляна Дар, Ева Корназова и Симеон Христов, музика на Симеон Христов и аранжимент на Васил Бележков и Симеон Христов. Заглавната песен се изучава в българските училища в чужбина и в България.

## Песни
1. Аз съм българче (текст: Иван Вазов) – 2:34
2. Старият орех (т. Анета Мутафова) – 2:49
3. Майка ми (т. И. Вазов) – 4:25
4. Кокиче (т. И. Вазов) – 2:22
5. Помня те, бабо (т. Биляна Дар) – 3:19
6. Не спирай (т. Ева Корназова) – 3:07
7. Спри да ме лъжеш (т. Симеон Христов) – 3:05

## Изпълнители
- Виктория Миланова – вокал

 „Епизод“ 
- Емил Чендов – вокал
- Васил Бележков – електрическа и класическа китари, клавишни, беквокали
- Симеон Христов – бас китара, беквокали, drum programming